# Grolla d'oro
La Grolla d'oro (poi denominato Premio Saint Vincent-Grolle d’oro)  è stato un premio cinematografico italiano, che si svolgeva a Saint-Vincent, promosso dalla regione autonoma Valle d'Aosta e organizzato dal Casino de la Vallée.

## Storia
Il premio è stato fondato nel 1953 da alcuni tra i più autorevoli critici cinematografici, con lo scopo di valorizzare il cinema italiano.
In oltre 50 anni sono stati premiati a Saint-Vincent attori di spicco del panorama cinematografico italiano come Gina Lollobrigida, Marcello Mastroianni, Gian Maria Volonté, Andrea Checchi, Vittorio Gassman, Nino Manfredi, Enrico Maria Salerno, Peppino De Filippo, Anna Magnani, Alberto Sordi, Paolo Villaggio, Alida Valli, Monica Vitti, Valeria Moriconi, e registi del calibro di Federico Fellini, Michelangelo Antonioni, Bernardo Bertolucci, Luchino Visconti, Pier Paolo Pasolini, Ettore Scola ed Ermanno Olmi.
Nell'edizione del 1994, sotto la direzione artistica di Felice Laudadio (che l'aveva assunta nel 1990, per mantenerla per dodici anni fino al 2001), il Premio Grolla d'oro cambia il nome in Premio Saint-Vincent per il cinema italiano, ma l'"oggetto" premio rimane sempre una grolla d'oro. La 52ª ed ultima edizione si è svolta nel 2006.

### Telegrolle
Nel 2001 nasce il "Telegrolle", con i riconoscimenti alla fiction televisiva e alla soap.

## Riconoscimenti
- Grolla d'oro al miglior regista
- Grolla d'oro alla miglior attrice
- Grolla d'oro al miglior attore
- Grolla d'oro alla miglior attrice esordiente
- Grolla d'oro al miglior attore esordiente
- Grolla d'oro al miglior produttore
- Grolla d'oro al miglior regista esordiente
- Grolla d'oro alla miglior sceneggiatura
- Grolla d'oro alla miglior fotografia
- Grolla d'oro alla miglior musica
- Grolla d'oro alla carriera